# Дружина мандрівника в часі
«Дружина мандрівника в часі» (англ. The Time Traveler's Wife) — дебютний науково-фантастичний роман Одрі Ніффенеггер. Твір вперше опубліковано 2003 року.

## Сюжет
Головний персонаж, бібліотекар Генрі Детембл, має рідкісне генетичне захворювання, що спричиняє неконтрольоване переміщення у часі. Ці мандрівки цілком непередбачувані, зазвичай вони викликані стресом та хвилюванням. Протягом довгих років він подорожує у минуле, де зустрічає свою майбутню дружину. Сто п'ятдесят чотири зустрічі з дорослим незнайомцем з майбутнього перевертає життя Клер з ніг на голову: вперше вона зустрічає його у шість років, а востаннє у день свого вісімнадцятиріччя. Коли через два роки відбувається зустріч Клер та Генрі в реальності, Клер уже знає Генрі, а Генрі бачить її вперше. Щобільше, він починає свої мандрівки у дитячі роки Клер лиш після їхнього весілля, створюючи, таким чином, спільні спогади.
Усе життя Клер проводить в очікуванні. В дитинстві вона з нетерпінням чекає появи таємничого гостя з майбутнього, тоді два роки чекає знайомства з Генрі в реальному часі, а тоді знову чекає його повернення з його мандрівок у часі. Клер-дитина та доросла Клер по черзі чекають свого Генрі: адже часто-густо стається так, що залишивши свою дружину в теперішньому часі, Генрі потрапляє до неї ж, але до минулого. Клер порівнює себе з Пенелопою, яка вічно чекає на свого Одіссея. Очікування проходить через усе її життя: від раннього дитинства до глибокої старості.
На тлі нескінченного очікування Клер, подорожі у часі втрачають свою принаду. Але повністю розвіює міф про ідеалізовані мандрівки у часі сам стан головного героя: подорож у часі — це важка та небезпечна хвороба. Генрі весь час порівнює приступи свого захворювання то з епілепсією, то з шизофренією. Пережиття, яке на власній шкірі відчуває Генрі по вінця повне болю: нудота, запаморочення, втрата орієнтації. В минуле головний герой завжди потрапляє голим, тому початковим завданням для нього є пошуки одягу та їжі. Подорожі до Клер, де на нього завжди чекає теплий одяг, прихисток та їжа, — лиш мала частина його мандрівок в минуле. Часто він потрапляє туди, де його ніхто не знає і не може йому допомогти. Наприкінці роману це спричинить до трагічних наслідків.

## Персонажі
| - Клер Ебшир — дружина мандрівника в часі - Генрі Детембл — мандрівник у часі; Клерин чоловік - Альба — донька Генрі та Клер - Аннетт Детембл — матір Генрі - Річард Детембл — батько Генрі - Місіс Кім — кореянка, яка здавала квартиру сім'ї Детемблів - Люсіль Ебшир — матір Клер - Філіп Ебшир — батько Клер - Марк Ебшир — брат Клер; має наречену Шерон - Алісія Ебшир — молодша сестра Клер - Бабуся Міґрем — бабуся Клер | - Дульсі — двоюрідна бабуся Клер - Етта — прислуга сім'ї Ебшир - Нел — кухарка сім'ї Ебшир - Ґомес та Шаріс — найкращі друзі Клер - Інґрід — колишня дівчина Генрі - Селія — подруга Інґрід - Бен — друг Генрі - Гелен — подруга Клер - Девід Кендрік — молекулярний генетик, який допомагає Генрі - Еміт Монтаґ — лікар Клер - Мет — співробітник Генрі у бібліотеці |

## Подорож у часі
Одрі Ніффенеґґер наділяє свого героя свободою дій в просторово-часовому континуумі. Однак, «все трапляється так, як трапляється, і стається це лиш один єдиний раз», тому мандрівки Генрі в минуле не можуть змінити теперішнє. Свобода волі, як каже сам Генрі, дана людині тільки в теперішньому, адже минуле вже пройшло, а майбутнього ще немає. Таким чином, людина здатна змінити себе та навколишній світ лишень у теперішньому часі.

## Екранізації
На основі книги зняті однойменний фільм (2009, головні ролі виконують Ерік Бана і Рейчел Мак-Адамс) та 6-серійний телесеріал (HBO, 2022, у головних ролях – Тео Джеймс та Роуз Леслі).

## Переклад українською
- О. Ніффенеґґер. Дружина мандрівника в часі. — Харків : «Книжковий Клуб «Клуб Сімейного Дозвілля», 2016. — 592 с. — ISBN 978-617-12-1526-9.